# Catalina Parra
Pour les articles homonymes, voir Parra (homonymie) et Parra (nom de famille).
Catalina Parra, née le 9 mai 1940 à Santiago (Chili), est une artiste chilienne autodidacte, surtout connue pour ses œuvres It's Indisputable (1992) et Imbunches (1977).
Parra est une féministe et humaniste qui plaide pour un changement social et politique à travers son art. « L'art n'a pas de genre », dit-elle.

## Biographie
Catalina Parra naît à Santiago, au Chili du poète Nicanor Parra et de sa femme. Violeta Parra, sa tante, était également une artiste visuelle. Son père, cependant, est la personne qui a le plus influencé Catalina et a offert ses opinions libérales et politiques sur de nombreux sujets, ce qui est principalement la façon dont Catalina considère de nombreux sujets aujourd'hui. Catalina Parra déménage en Allemagne en 1968 à l'âge de vingt-huit ans et revient au Chili cinq ans plus tard, en 1973, pendant la dictature du général Augusto Pinochet, qui a dirigé le pays jusqu'en 1990. Elle se rend ensuite à New York en 1980 en raison de l'oppression et y vit depuis. Ces lieux ont façonné sa capacité artistique et son style à travers les mouvements politiques, sociaux et économiques qui se sont produits alors qu'elle résidait dans chacune de ces régions.

## Carrière
Avec une carrière qui s'étend sur un total de cinq décennies, ses nombreuses œuvres ont été influencées par un grand nombre d'événements, de faits personnels et de mouvements dans chacun des endroits qu'elle a visités au fil des ans. Pendant le séjour de Parra en Allemagne à la fin des années 1960, ses œuvres ont été influencées par le mouvement Fluxus. Suivant la façon de penser du mouvement Fluxus, elle crée Imbunches, qui est une collection d'œuvres d'art en techniques mixtes sur un panneau d'affichage. Cette œuvre d'art représente la censure et l'utilisation de la terreur par le gouvernement comme méthode de contrôle. Le Chili, son pays natal, était sous dictature à cette époque, et cela a également influencé sa façon de penser. Le retour de Parra au Chili sous cette dictature est également une période extrêmement importante ; son œuvre combine son intérêt pour l'histoire politique du Chili avec les idéaux du mouvement Fluxus. Son retour au Chili l'amène à rejoindre la guilde des artistes populaires de l'époque, avanzada, qui a popularisé l'utilisation de médias mixtes avec des articles sur l'actualité basés sur leurs sentiments et leurs morales concernant le gouvernement chilien.
Pendant qu'elle vit à New York, Parra enseigne au lycée à ceux qui n'avaient pas accès à l'art au New Museum of Contemporary Art - des analphabètes, des adolescentes enceintes et d'autres personnes qui n'avaient pas beaucoup de privilèges. Dans une interview avec Zoya Kocur, Catalina Parra dit que cette expérience a été extrêmement enrichissante : les enfants avaient beaucoup de potentiel caché qu'elle espérait libérer dans le monde à travers leur création artistique. Elle souhaitait que davantage d'étudiants qui n'avaient pas de privilèges élevés réalisent la capacité que l'art pouvait offrir.

## Travaux
Les œuvres de Catalina Parra présentent plusieurs caractéristiques différentes, tout en reflétant un style commun. Chaque œuvre d'art comporte des éléments de collage et comprend un style de média mixte commun : fil, journal, coupures de magazines, photos (prises par elle-même ou provenant d'autres sources), agrafes et autres tissus divers. Les espaces vides et les sections (souvent) déchirées ont même une signification dans son travail,. Un élément fondamental de son travail est qu'au lieu de faire du médium le message, elle fait du message le médium. Elle prend ce que les médias décrivent comme des constructions concrètes et les manipule au moyen de juxtapositions afin de révéler leurs contradictions et leurs erreurs lorsqu'elles sont appliquées à la réalité et à l'histoire quotidiennes. À travers sa déconstruction des médias, elle dépeint à quel point il est facile de les manipuler pour véhiculer et/ou véhiculer un certain message, n'importe quel message.
Ses œuvres les plus populaires sont Imbunches (1977), No Moaning. No Complaining. No Rehab. Just Laughs. (1999) et It's Indisputable (1992), qui présentent toutes de multiples collages différents tournant autour d'un thème commun - les questions politiques, sociales et économiques. No Moaning. No Complaining. No Rehab. Just Laughs. est une œuvre qui englobe son expression personnelle du gouvernement chilien à travers sa coupure de journal montrant le général Augusto Pinochet et Hugo Banzer de Bolivie s'enlaçant. Ce travail aborde la possibilité de relations fortes entre et ou au sein des pays. L'événement actuel à l'époque (montré par la coupure de presse) était l'arrestation du général Augusto Pinochet, ancien dictateur du Chili, pour une demande émise par le gouvernement espagnol pour le meurtre de citoyens espagnols pendant sa dictature. Son rôle dans la caravane de la mort était également important, car l'événement s'est produit alors qu'il régnait. Ainsi, bien que cela ait une signification plus profonde, cela montre également le fait qu'elle se rebellait contre ses idées et ses croyances en profanant sa figure dans son travail. Sa collection Run Away, Run Away examine également le passage de la dictature à la démocratie à cause des actions de Pinochet et donne la parole à de nombreux citoyens chiliens. À travers des publicités et des titres créés par le New York Times, la collection de collages de Parra tente de montrer les émotions des partisans et des opposants du général. Cette œuvre présente le visage de Pinochet déchiré en deux et « recousu » dans l'ensemble de neuf collages de techniques mixtes. Run Away, Run Away était une réponse aux tentatives judiciaires contre les actes passés de Pinochet et a donné son point de vue sur cette question passionnée. Ses vues indirectes et son art, comme elle l'avait prévu, donnent le message subliminal à ses téléspectateurs sur les multiples sujets qu'elle couvre, car elle risquait en fait d'être emprisonnée après une interprétation correcte de sa propagande antigouvernementale.
Imbunches est sans aucun doute son œuvre la plus populaire et contient une signification englobante qui aide à définir le chemin de ses œuvres continues pendant des décennies. Cette œuvre d'art représente un folklore chilien sur Chilote del Imbunche, un bébé qui a été vendu à un sorcier de Chiloé. Ce sorcier débaptise le bébé et grâce à ce processus, le bébé devient un monstre déformé utilisé pour garder la grotte dans laquelle le sorcier se produit. Le sorcier Brujo coud chaque trou dans le corps du Chilote del Imbunche afin d'empêcher le mal de quitter le corps maudit et de rester à son service aussi longtemps qu'il vivra. Ce mythe est la façon dont Parra obtient son amour pour le style de couture qu'elle utilise dans plusieurs de ses œuvres, car elle utilise la couture comme partie principale de son collage en hommage à la couture réalisée dans le mythe Imbunche. Bien que dans Imbunches, la suture fasse partie du mythe qu'elle a recréé, Parra dit que l'utilisation de fil ressemblant à une suture apparaissant dans le reste de ses œuvres représente la disparition, les blessures et l'exclusion. Ils relient chaque partie du collage comme des lignes dans un dessin. Imbunches est également utilisé pour représenter le mal au sein du gouvernement - comme cela avait été présenté pendant son séjour au Chili sous la dictature du général Augusto Pinochet, elle symbolisait indirectement ses mauvaises voies à travers son art.
Dans une interview avec Alejandro Anreus, Parra admet beaucoup sur son style artistique. Elle dit que son collage est une combinaison de cubisme, de surréalisme et principalement de dadaïsme - elle veut utiliser l'art comme le fait le dadaïsme pour éveiller les spectateurs aux événements actuels/passés et leur permettre de voir la vérité de la responsabilité sociale. Parra utilise ses influences du dadaïsme et ses propres expériences pour créer les collages qu'elle fait : elle fait souvent de longues promenades et réfléchit à la nature autour d'elle pour se mettre dans l'ambiance correcte pour travailler. Elle mentionne dans cette interview qu'elle aimerait travailler avec la vidéo et toutes ses composantes à l'avenir.
Catalina Parra a également été interviewée par l'artiste éducatrice Zoya Kocur, qui s'intéresse au lien dans les œuvres de Parra entre l'esthétique et la pédagogie. Parra dit dans l'interview qu'elle fait de l'art pour se communiquer aux autres - pourtant, la personne pour qui elle crée de l'art est elle-même, et chaque projet est gratifiant à sa manière. Dans cette interview, Parra dit que son art ne concerne pas seulement la prise de conscience, mais aussi ce qu'elle ressent comme une injustice et la façon dont elle gère ces sentiments.

## États-Unis et Argentine (depuis 1980)
En 1980, Parra reçoit une bourse Guggenheim de la John Simon Guggenheim Memorial Foundation, ce qui lui permet de déménager à New York aux États-Unis. Pendant son séjour aux États-Unis, elle utilise les médias de masse américains comme nouveau matériel et crée des pièces, dont Coming your way (Banff, 1994), The Human touch (1989) et Here, there, where (1992). Dans ces travaux, Parra examine de manière critique les interventions militaires ainsi que les promesses vides des institutions financières et de la société de consommation capitaliste. Elle est surtout connue pour son travail visuel USA, Where Liberty is a Statue (1987), une vidéo de trente secondes diffusée sur le panneau d'affichage Spectacolor à Times Square dans le cadre du projet Public Art Fund intitulé Messages to the Public (1982 –1990). L'art consistait en une animation utilisant les mots de son père, le poète chilien Nicanor Parra. La pièce interroge la vision américaine idéalisée de la liberté et de la liberté. En 1996, le travail de Parra a été inclus dans l'exposition Latin American Women Artists, 1915-1995.
En 1990, Parra enseigne en tant qu'artiste en résidence à El Museo del Barrio, une école d'art à New York destinée à l'enseignement de diverses formes d'art aux jeunes défavorisés.
En 2000, Parra reçoit le poste d'Agregada Cultural de Chile en Argentina (Agrégation de la culture du Chili en Argentine), poste qu'elle occupe jusqu'en 2009, date à laquelle elle retourne à New York, où elle réside depuis.